# Wellington Luís de Sousa
Wellington (* 11. Februar 1988 in Ourinhos; eigentlich Wellington Luís de Sousa) ist ein brasilianischer Fußballspieler. Er spielt vornehmlich auf der Position des Mittelstürmers.

## Karriere
Wellington spielte in der Jugend für den Internacional Porto Alegre und begann dort 2007 auch seine Profikarriere. Im selben Jahr wurde er zur AD São Caetano verliehen. 2008 spielte er auf Leihbasis bei Náutico Capibaribe, ehe Internacional Wellington am 7. August 2008 an die TSG 1899 Hoffenheim verkaufte. Am 7. Februar 2009 erzielte Wellington beim Spiel gegen Borussia Mönchengladbach sein erstes Bundesligator per Kopfball in der 89. Minute, nachdem er zuvor erst in der 86. Minute eingewechselt wurde.
In der Sommerpause 2009 wurde Wellington bis Saisonende an den niederländischen Erstligisten FC Twente ausgeliehen. Nachdem es seitens Twente kein Interesse an einem Kauf gab, entschied man sich, ihn für die Saison 2010/11 an den Zweitligisten Fortuna Düsseldorf auszuleihen. Fortuna erhielt zudem eine Kaufoption. Im Dezember 2010 wurde der Leihvertrag, nachdem Wellington in sechs Spielen ein Tor für die Fortuna erzielt hatte, einvernehmlich vorzeitig aufgelöst.
Im Januar 2011 wurde Wellington zum dritten Mal verliehen. Das Leihgeschäft mit dem  Figueirense FC sollte ursprünglich von Januar bis Dezember 2011 laufen. Der Leihvertrag wurde frühzeitig im Juli 2011 beendet und Wellington wurde an Goiás EC weiterverliehen. Sein Leihvertrag lief bis Jahresende. Anschließend wurde er bis Saisonende an den CA Linense verliehen. Nach Ende der Leihe wurde sein noch bis zum 30. Juni 2013 laufender Vertrag von der TSG 1899 Hoffenheim aufgelöst. Wellington verblieb in seiner Heimat, wo er sich dem EC Pelotas anschloss.
Im Juli des Jahres 2013 wechselte er nach Japan zu Shonan Bellmare. Mit dem Klub trat er in der J.League Division 1 2013 an, musste aber mit diesem am Ende der Saison in die zweite Liga absteigen. In der J.League Division 2 2014 gelang dem Klub die Meisterschaft und die Rückkehr in die oberste Spielklasse. Wellington steuerte in 38 Spielen 20 Tore bei und wurde zweitbester Torschütze der Saison. Trotzdem kehrte er zu Beginn des Jahres 2015 zunächst nach Brasilien zurück, wo er AA Ponte Preta die Austragung der Staatsmeisterschaft von São Paulo bestritt. Danach kehrte er nach Japan zurück. Hier bestritt er drei Spielzeiten bei Avispa Fukuoka sowie zwei bei Vissel Kōbe. Ende 2019 beendete Wellington sein Engagement in dem Land. Zur Saison 2020 unterzeichnete er einen Vertrag beim Botafogo FC (SP). Bereits 2021 kehrte Wellington zu Shonan Bellmare zurück. Nach 53 Ligaspielen wurde sein Vertrag nach der Saison 2022 nicht verlängert. Im März 2023 unterschrieb er einen Vertrag bei dem ebenfalls in der ersten Liga spielenden Avispa Fukuoka. Am 4. November 2023 stand er mit Avispa im Finale des Ligapokals. Hier besiegte man die Urawa Red Diamonds mit 2:1.

## Erfolge
Twente Enschede
- Niederländischer Meister: 2009/10

Shonan Bellmare
- Japanischer Zweitligameister: 2014

Vissel Kobe
- Japanischer Pokalsieger: 2019

Avispa Fukuoka
- Japanischer Ligapokalsieger: 2023

## Privates
Am 29. Dezember 2008 wurde Wellington zum ersten Mal Vater. Seine Frau brachte in Heidelberg eine Tochter zur Welt.